# スタッビー・ケイ
スタッビー・ケイ（Stubby Kaye,  1918年11月11日 - 1997年12月14日）は、アメリカ合衆国の俳優、コメディアンである。

## 来歴
1918年、ニューヨーク市でユダヤ系の家庭に生まれる。高校時代から演技を学び始め、ヴォードヴィルとしてキャリアをスタートさせる。しばらくして第二次世界大戦が勃発すると、一時キャリアを中断して従軍。大戦後は再びヴォードヴィルの世界へ戻り、クラブのステージやセレモニーの盛り上げ役として本格的に活動を再開させた。それからはキャリアを重ねていき、1950年代初期あたりから徐々にテレビや映画などへの露出も増加。バラエティ番組やトーク番組などへも軒並みゲスト出演を果たし、徐々にその名も知られていった。次第に司会業へも進出し、1960代には「タレント・ショー」という番組でホストも務めている。映画などへの出演でも知られており、1988年に製作されたアニメと実写を併合したロバート・ゼメキス監督の『ロジャー・ラビット』では、物語のキーパーソンともなるマーヴィン・アクメを喜々として演じていた。

### 私生活
これまで二度の結婚歴があり、最初の妻Jeanne Watsonとは1961年に結婚するも、翌年に離婚。 その後、アンジェラ・ブレイスウェルと再婚して、ケイが死去する1997年まで夫婦関係が続いた。

### 死去
1997年、肺がんのため死去。79歳だった。

## 出演作品

### 映画
- タクシー Taxi (1953)
- 野郎どもと女たち Guys and Dolls (1955)
- 流転の女 The Revolt of Mamie Stover (1956)
- 夜の乗合自動車 You Can't Run Away from It (1956)
- ピノキオ Pinocchio (1957) ※テレビ映画
- ヘンゼルとグレーテル Hansel and Gretel (1958) ※テレビ映画
- Li'l Abner (1959)
- 40ポンドのトラブル 40 Pounds of Trouble (1962)
- The Cool Mikado (1963)
- 求婚専科 Sex and the Single Girl (1964)
- Cat Ballou (1965)
- 大西部への道 The Way West (1967)
- Suîto Chariti (1969)
- Can Heironymus Merkin Ever Forget Mercy Humppe and Find True Happiness? (1969)
- Cockeyed Cowboys of Calico County (1970)
- Cool It, Carol! (1970)
- Sixpack Annie (1975)
- Timber Tramps (1975)
- ロジャー・ラビット Who Framed Roger Rabbit (1988)

### テレビドラマ
- 恋愛と結婚 Love and Marriage (1959 - 1960)
- The Millionaire (1960)
- ザ・レッド・スケルトン・ショー The Red Skelton Show (1960 - 1966)
- マイ・シスター・アイリーン My Sister Eileen (1960, 1961)
- Ensign O'Toole (1963)
- ヒッチコック劇場 The Alfred Hitchcock Hour (1963)
- バークにまかせろ Burke's Law (1963)
- The Troubleshooters (1970)
- 恋愛専科 Love, American Style (1971)
- 特捜隊アダム12 Adam-12 (1971)
- ラバーン & シャーリー Laverne & Shirley (1981)
- ドクター・フー Doctor Who (1987)
- アメリカン・プレイハウス American Playhouse (1988)